# Kabatnia
Kabatnia (ukr. Кабатня) – wieś na Ukrainie, w obwodzie winnickim, w rejonie winnickim, w hromadzie Ilińce. W 2001 liczyła 214 mieszkańców.